# Есме Віссер
Есме Віссер (нід. Esmee Visser) — нідерландська ковзанярка, що спеціалізується на довгих дистанціях, олімпійська чемпіонка, чемпіонка світу.  
Золоту олімпійську медаль та звання олімпійської чемпіонки Віссер виборола на дистанції 5000 метрів на Олімпіаді 2018 року в корейському Пхьончхані.
За видатні спортивні досягнення, а також золоту медаль зимових Олімпійських ігор 2018 року — нагороджена орденом Оранських-Нассау (офіцерського ступеню). Відзнаку вручив міністр охорони здоров'я, соціального захисту та  спорту Нідерландів Бруно Брюйс. Церемонія пройшла 23 березня 2018 року на території Ґроте-Керк в Гаазі з прийомом у короля та королеви Нідерландів.

## Зовнішні посилання
- Досьє на SpeedSkatingNews [Архівовано 1 грудня 2017 у Wayback Machine.]